# Léa Passion : Décoration
Léa Passion: Décoration (Imagine Interior Designer en anglais) est un jeu vidéo de Simulation développé par Anuman Interactive et Little Worlds Studio, édité par Ubisoft sur Nintendo DS sorti en 2008. 

## Système de jeu
Le but du jeu est d'accomplir les missions que donnent les clients. Il y a, au total, 32 commandes à accomplir. À chaque mission accomplie, le joueur remporte de nouveaux motifs et objets. Il peut aussi gagner une vitrine servant à exposer ses œuvres, ainsi qu'une chambre. 
Parmi les activités, on peut citer :
- Encadrement : mettre une nouvelle photo, changer de cadre, régler la bordure.
- Poterie : faire un vase pour y mettre des fleurs ou une structure pour pouvoir créer un abat-jour.
- Rideaux : changer le motif du rideau, allonger ou raccourcir le rideau et changer la taille de l'épaisseur.
- Ameublement : pour transformer soit un lit, une commode, une armoire, une chaise, une table ou un fauteuil.
- Agencement : déplacer les meubles d'une pièce, changer de revêtement et de tapis.

## Accueil
- IGN : 6,8/10[1]